# カイル・マッセイ
カイル・マッセイ（Kyle Massey, 1991年8月28日 - ）は、アメリカ合衆国の俳優、声優、ラッパー。ジョージア州アトランタ出身。
代表作は『レイブン 見えちゃってチョー大変!』と『コーリー ホワイトハウスでチョー大変!』（いずれもコーリー・バクスター）、『ライフ・イズ・ワン！ダフル』など。2007年の映画『鉄ワン・アンダードッグ』の公開前にリリースされた "Underdog Raps" を含む彼の楽曲は、ウォルト・ディズニー・レコードとハリウッド・レコードからリリースされている。

## 人物
兄と共にショッピングモールでスカウトされるまではミズーリ州に住んでいた。両親はジョージア州アトランタに住んでいたが、カイルが生まれた時にミズーリに来た。弟は、同じく俳優のクリストファー・マッセイ。
マッセイ兄弟はブロードウェイのミュージカルなどに出演し、"Outstanding Young Performer in Live Theatre" にノミネートされたこともある。またカイルは、バーガーキングやディズニーのCM出演もあった。『レイブン 見えちゃってチョー大変!』とそのスピンオフ『コーリー ホワイトハウスでチョー大変!』でコーリー・バクスターを演じたことで注目を浴び、番組の最高視聴率獲得につながり、フォーカス・オン・ザ・ファミリーの『Adventures in Odyssey（英語版）』でマーヴィン・ワシントンを演じることにもなった。

### 俳優として
『レイブン 見えちゃってチョー大変!』と『コーリー ホワイトハウスでチョー大変!』では、ヒロインであるレイヴン・バクスターの弟コーリーを演じた。
2005年、同じくディズニー・チャンネルのオリジナル・ムービー『ライフ・イズ・ワン！ダフル』に出演。カイルによるラップ "It's a Dog" は作品本編で用いられたほか、『鉄ワン・アンダードッグ』でも用いられた。『アメリカン・ドラゴン』には Huntsboy 88 役で参加した。
2006年に放送されたディズニー・チャンネル ゲームズの第1シーズンでは、ルーカス・グラビール、アシュレイ・ティスデイル、マイリー・サイラス、エミリー・オスメント、ミッチェル・ムッソらとともに Green Team として参加し、"Rock", "Paper", "Scissors challenge" でMVPを獲得。翌2007年には Yellow Team のキャプテンとして参加し、しばらくして同じチームに参加した。
Aol'の "Top Tween (or teen) Acts" に選ばれたことがある。
ドリームワークス・アニメーションは、映画『トムとジェリー』の新作に登場するジェリーの親友レオ役に彼を採用することにしたと発表した。

### 音楽
サウンドトラックへの参加やシングルのリリースはあるが、『Disney Adventures』誌のインタビューで、歌うことができずメインストリームのラッパーとして成功できるとは思えないため、アルバムを出さないと話した。
なお、テレビアニメ『イン・ヤン・ヨー!』の主題歌も担当しており、主題歌のPVにも出演した。また、2007年の映画『鉄ワン・アンダードッグ』の公開前にリリースされた "Underdog Raps" を含む彼の楽曲は、ウォルト・ディズニー・レコーズとハリウッド・レコードからリリースされている。
Disney Channel Holiday（英語版）と『シャギー・ドッグ』のサウンドトラックにも参加しており、『コーリー ホワイトハウスでチョー大変!』でも "It's a Dog" を披露した。『The Electric Company's（英語版）』の第1話 "Skills" にコーチとしてゲスト出演している。

## 不祥事
2021年、13歳の少女に猥褻画像を送った重罪の容疑で起訴された。エンタメサイト「TMZ」によると2018年12月から2019年1月までの間、犯行を続けていたという。マッセイは2019年3月に同じ少女の家族から民事訴訟を起こされている。家族は「数えきれないくらいたくさんの性的に露骨なテキストメッセージや画像、動画をスナップチャットを通じて送ってきた」と主張、マッセイに150万ドル（約1.6億円）の慰謝料を求めていた。しかし裁判に進展が見られなかったことから家族は警察へ。一部のマスコミは家族の弁護士がマッセイに賠償金を払う財力がないと判断したため、通報を促したのではないかと見ている。2020年から警察が捜査に乗り出し、今回の起訴に結びついた。

## ディスコグラフィ

### 歌
- "Underdog Raps" - （鉄ワン・アンダードッグサウンドトラック）PVにも出演
- "Jingle Bells" - Disney Channel Holiday CD
- "In The House"
- "It's a Dog" - 『ライフ・イズ・ワン！ダフル』PVにも出演
- "Yin Yang Yo Theme Song"

### PV
- "It's a Dog" ライフ・イズ・ワン！ダフル
- "Underdog Raps"（鉄ワン・アンダードッグサウンドトラックより）

### サウンドトラック
- Disney Channel Holiday CD
- シャギー・ドッグ The Shaggy Dog
- ライフ・イズ・ワン！ダフル Life is Ruff

## 出演作品
| 映画        | 映画                                                    | 映画                 | 映画                                         |
| 公開年      | 作品名                                                  | 役名                 | 備考                                         |
| ----------- | ------------------------------------------------------- | -------------------- | -------------------------------------------- |
| 2004        | That's So Raven: Supernaturally Stylish                 | コーリー・バクスター | オリジナルビデオ                             |
| 2005        | ライフ・イズ・ワン！ダフル Life Is Ruff                 | Calvin Wheeler       | ディズニー・チャンネル・オリジナル・ムービー |
| 2006        | That's So Raven: Raven's Makeover Madness               | コーリー・バクスター | オリジナルタイトル                           |
| テレビ番組  |                                                         |                      |                                              |
| 放送年      | 作品名                                                  | 役名                 | 備考                                         |
| 1999        | Selma, Lord, Selma                                      | Esparza/Katz         | Kyle Orlando Massey名義で出演したテレビ映画  |
| 1999        | 栄光へのダンクシュート Passing Glory                    | Principal/Dancer     | Kyle Orlando Massey名義 テレビ映画           |
| 2003 – 2007 | レイブン 見えちゃってチョー大変! That's So Raven        | コーリー・バクスター |                                              |
| 2003        | ザ・プラクティス ボストン弁護士ファイル The Practice    | Derrick Hayes        | Capitol Crimesに出演                         |
| 2006 – 2007 | アメリカン・ドラゴン American Dragon: Jake Long         | Huntsboy #88         | テレビアニメ                                 |
| 2007 – 2008 | コーリー ホワイトハウスでチョー大変! Cory in the House  | コーリー・バクスター |                                              |
| 2009        | The Electric Company                                    | コーチ               |                                              |
| 2010–       | スイチュー! フレンズ Fish Hooks                         | マイロ               | テレビアニメ                                 |
| 2010        | ダンシング・ウィズ・ザ・スターズ Dancing with the Stars | 本人                 | 第11シーズンに選手として参加                 |